# Caldo Xóchitl
El caldo Xóchitl es un sencillo consomé de origen mexicano con una vasta multitud de variantes, aunque, en esencia, es un caldo de pollo enriquecido, ya que se le agregan garbanzos, aguacate y el pollo que se coció para preparar el caldo desmenuzándolo, y se suele aromatizar con ajo, cilantro o epazote; frecuentemente se incluyen también cebolla, chile, frituras de tortilla y/o jitomate. Se sirve con limón y a veces con el chile verde y cebolla picados aparte.
Se desconoce el origen del nombre, quizá en honor a su creadora, pues Xóchitl (/ˈsotʃitɬ/) es un nombre propio tradicional entre las mexicanas, que quiere decir «flor» en lengua náhuatl.